# كلوزية إسفينية الأوراق
كلوزية إسفينية الأوراق (الاسم العلمي:Clusia cuneifolia) هي نوع من النباتات تتبع جنس الكلوزية من فصيلة الكلوزية.